# Byblia infuscata
Byblia infuscata är en fjärilsart som beskrevs av Schultze 1920. Byblia infuscata ingår i släktet Byblia och familjen praktfjärilar. Inga underarter finns listade i Catalogue of Life.